# Alpinia euastra
Alpinia euastra är en enhjärtbladig växtart som beskrevs av Karl Moritz Schumann. Alpinia euastra ingår i släktet Alpinia och familjen Zingiberaceae. Inga underarter finns listade i Catalogue of Life.